# HRVY
Харви Ли Кантуэлл (родился 28 января 1999 года), также известный под сценическим псевдонимом Hrvy (стилизованным под заглавные буквы как HRVY), — английский певец и телеведущий. С 2014 по 2015 год он был ведущим программы Friday Download на канале CBBC, а в 2020 году участвовал в программе Strictly Come Dancing.

## Образование
Кантуэлл — бывший студент Академии Ли в Дартфорде, графство Кент, покинувший ее в 2015 году.

## Карьера

### Телевидение
Кантуэлл появился в качестве одного из шести ведущих телевизионного шоу CBBC Friday Download с 7 по 10 серию 9. В 2017 году он сыграл роль Майлза в американском веб-сериале «Куриные девочки» в его первом сезоне. 26 февраля 2020 года он появился в эпизоде певческого шоу CBBC Got What It Takes? удивив конкурсантов, когда они разучивали его собственную песню «Personal» для выступления на этой неделе. Он также был наставником в том же эпизоде во время конкурса музыкальных клипов.
В сентябре 2020 года было объявлено, что он будет участвовать в восемнадцатой серии Strictly Come Dancing в партнерстве с Джанетт Манрара. Они были первой парой, получившей 10 баллов от любого судьи в серии за свою сальсу на 4-й неделе, и набрали первые идеальные 30/30 баллов в серии на 6-й неделе за свои уличные упражнения. (Из-за продолжающейся пандемии COVID-19 Бруно Тониоли не смог приехать в Великобританию, чтобы принять участие в качестве судьи, поэтому максимальный балл составил всего 30 вместо обычных 40.) Они трижды занимали первое место в судейской таблице лидеров, больше всех пар в серии, а также заняли совместное первое место в судейской таблице лидеров в гранд-финале, набрав в общей сложности 88 очков из 90. За исключением возможных победителей Билла Бейли и Оти Мабузе, они были единственной парой в серии, которая ни разу за неделю не попала в число двух последних. В итоге дуэт занял второе место вместе с Джейми Лэйнгом и Карен Хауэр, Мэйси Смит и Горкой Маркес, уступив Биллу Бейли и Оти Мабузе в общественном голосовании.

### Музыка
Музыкальная карьера Хрви началась 20 декабря 2013 года с выхода его первого сингла «Thank You». В мае 2014 года он был артистом группы поддержки Little Mix во время тура Salute вместе с girlband M.O. После подписания контракта с Virgin EMI в феврале 2017 года он выпустил свой дебютный EP Holiday, в который вошли синглы «Holiday» и «Phobia». В ноябре 2017 года он выпустил мини-альбом Talk to Ya, в который вошел сингл «Personal». В феврале 2018 года HRVY был назван в «The Sounds of 2018» The Courier и Newcastle Student Radio под шестым номером, наряду с Рексом Ориндж Каунти, Брокгемптоном и С. Г. Льюисом. В апреле 2018 года он был артистом группы поддержки the Vamps во время ночного и дневного тура вместе с Джейкобом Сарториусом, New Hope Club, Мэгги Линдеманн и Конором Мейнардом. 25 апреля 2018 года он выпустил сингл «Hasta Luego» с участием кубино-американской певицы Малу Тревехо. В сентябре 2018 года он выпустил «I Wish You Were Here», раскрученный выступлением на BBC Radio 1 Teen Awards. В то время ХРВИ также была названа в британском списке BBC Radio 1. В том же году он был включен в список лучших историй успеха CelebMix за 2018 год вместе со своей управляющей компанией Alphadog Management.
В июне 2019 года он сотрудничал с южнокорейской группой NCT Dream в рамках SM Entertainment. Песня «Don’t Need Your Love» была выпущена 6 июня 2019 года. ХРВИ должен был выпустить свой дебютный студийный альбом «Can Anybody Hear Me?» 20 ноября 2020 года, однако он был отменен.
В сентябре 2021 года он выпустил сингл «Runaway with It», содержащий сэмплы хита Шанис 1991 года «I Love Your Smile», который он исполнил на 26-й Национальной телевизионной премии. В марте 2022 года он присоединился к the Wanted в их туре Most Wanted: The Greatest Hits по Великобритании.
28 января 2022 года была выпущена его третья расширенная пьеса "Views from the 23rd Floor, ", приуроченная к его 23-летию. Два трека, «Talking to the Stars» и «Golden Hour», предшествовали EP. За этим последовала его совместная работа «Save Me» с американским диджеем и продюсером Стивом Аоки; официальное музыкальное видео было выпущено в тот же день, 29 апреля. Песня появилась на седьмом студийном альбоме Аоки Hiroquest: Genesis, который был выпущен 16 сентября того же года. 5 августа он выпустил сингл «I Wish I Could Hate You», названный первой выпущенной им песней, которую он написал сам.
Это оказалась последняя запись, выпущенная под руководством BMG и Airdrops management, поскольку в сентябре 2023 года было объявлено, что HRVY был исключен из обоих.

## Дискография

### Расширенные воспроизведения
| Название                  | Мелочи                                                                                      |
| ------------------------- | ------------------------------------------------------------------------------------------- |
| Holiday                   | Дата выпуска: 25 июля 2017 Лейбл: Virgin EMI Формат: Цифровая загрузка, потоковое вещание   |
| Talk to Ya                | Дата выпуска: 30 ноября 2017 Лейбл: Virgin EMI Формат: Цифровая загрузка, потоковое вещание |
| Views from the 23rd Floor | Дата выпуска: 28 января 2022 Лейбл: BMG Формат: Цифровая загрузка, потоковое вещание        |